# Kotelnîkove (Kotelnîkove), Krasnohvardiiske
Kotelnîkove (în ucraineană Котельникове) este localitatea de reședință a comunei Kotelnîkove din raionul Krasnohvardiiske, Republica Autonomă Crimeea, Ucraina.

## Demografie
Componența lingvistică a localității Kotelnîkove
     Rusă (55,88%)
     Ucraineană (26,46%)
     Tătară crimeeană (15,93%)
     Alte limbi (0,65%)
Conform recensământului din 2001, majoritatea populației localității Kotelnîkove era vorbitoare de rusă (55,88%), existând în minoritate și vorbitori de ucraineană (26,46%) și tătară crimeeană (15,93%).